# Evapoporometría
La evapoporometría es un método utilizado para determinar el tamaño de poro en membranas sintéticas. Basado en la ecuación de Kelvin, esta técnica es más precisa para la detección de diámetros de poro entre 4 nm a 150 nm.

## Teoría
La evapoporometría utiliza formas modificadas de la ecuación de Kelvin para relacionar la evaporación de un líquido humectante (generalmente 2-propanol) de una membrana con el diámetro promedio de los poros en esa membrana. La ecuación primaria utilizada en esta técnica es: 
{\displaystyle d=-{4yV \over RT*ln(W_{A}/W_{A}^{\circ })}}
Donde: 
- {\displaystyle d} es el diámetro de poro,
- {\displaystyle y} es la tensión superficial
- {\displaystyle V_{\text{A}}} es el volumen molar de vapor,
- {\displaystyle R} es el gas constante {\displaystyle T} es la temperatura absoluta
- {\displaystyle W_{A}} es la tasa de evaporación instantánea en {\displaystyle mol/s} y

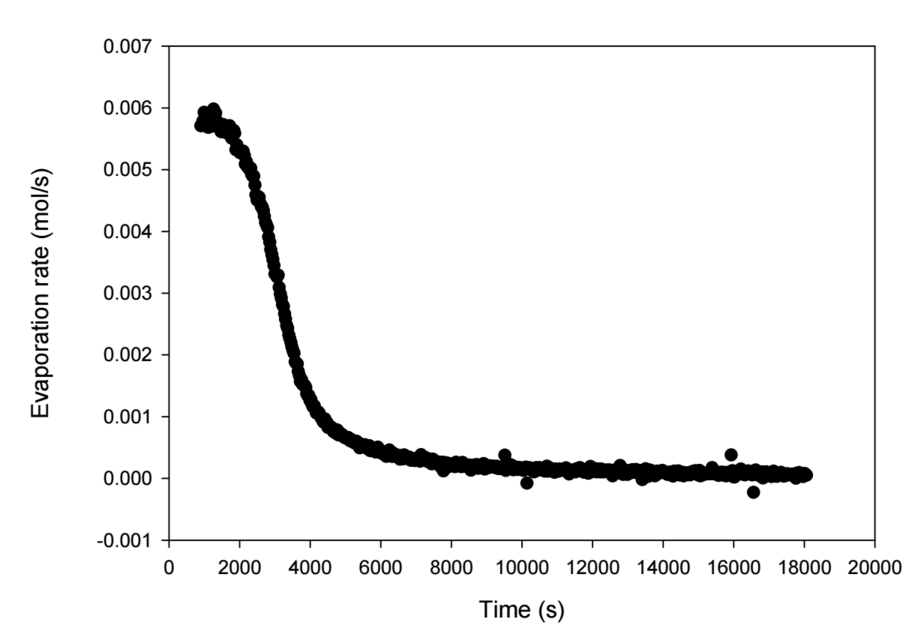
Un ejemplo esquemático de una curva de evapoporometría para una membrana polimérica sintética.

- {\displaystyle W_{A}^{\circ }} es la tasa de evaporación promedio de la capa líquida libre en {\displaystyle mol/s}.[1][4]

## Método
La evapoporometría tiene la ventaja significativa de requerir solo una escala de laboratorio, 2-propanol (u otro líquido humectante) y una célula en la que contener la muestra y el 2-propanol. La muestra se sumerge durante algún tiempo en 2-propanol antes de la medición para asegurar la saturación de los poros, y luego se coloca en la celda en un equilibrio analítico y se sumerge nuevamente en 2-propanol, después de lo cual el cambio en la masa debido a la evaporación del La capa de líquido libre y luego el drenaje de líquido de los poros se mide mediante la balanza analítica. Las tasas de evaporación instantánea se calculan a partir de los datos de masa y se ingresan en la ecuación anterior para producir una distribución de tamaño de poro para la muestra. {\displaystyle W_{A}^{\circ }} puede usarse para determinar cuantitativamente el valor de {\displaystyle W_{A}} en que comienza el drenaje de poros, que es igual a {\displaystyle W_{A}^{\circ }-3\sigma }, donde {\displaystyle \sigma } es la desviación estándar de {\displaystyle W_{A}^{\circ }} . Este análisis está basado en el principio de que la evaporación de poros pequeños solo ocurrirá después de que el 2-propanol en los poros más grandes se haya evaporado por completo. 
Es importante tener en cuenta que existe una capa de líquido humectante a nanoescala tanto en la membrana como en el material de la celda de prueba conocida como "capa t", cuya masa debe excluirse de la medición para aumentar la precisión; de lo contrario, estos puntos pueden ser atribuido incorrectamente a los poros subnanométrico. Akhondi et al describen métodos para la corrección de las capas t de la celda y la membrana de prueba, así como una corrección para la hinchazón de las membranas durante el experimento. La corrección para la capa t de la celda de prueba en sí se puede realizar realizando el procedimiento de evapoporometría como se describe anteriormente con una celda de prueba vacía, que se integra desde el punto de inicio del drenaje de poros hasta el punto en el que {\displaystyle d} = 4 nm para producir la masa de la capa t. Esta masa más la masa de la capa t de la membrana constituirá el punto final del cálculo del diámetro de poro para la medición de evapoporometría principal. 